# Сарыг-Булунский сумон
Сарыг-Булунский сумон — административно-территориальная единица (сумон) и муниципальное образование со статусом сельского поселения в Эрзинском кожууне Республики Тыва Российской Федерации.
Административный центр и единственный населённый пункт сумона — село Булун-Бажы.

## Население
| 2017 | 2018 |
| ---- | ---- |
| 819  | ↗826 |

## Археология и палеогенетика
В кургане алды-бельской культуры Сарыг-Булун в VII веке до нашей эры назад была похоронена, по данным геномных исследований, 13-летняя девочка.